# General Panfilows Reserve
General Panfilows Reserve (russisch Резерв генерала Панфилова Reserw generala Panfilowa) ist ein Roman des sowjetischen Schriftstellers Alexander Bek, der 1960 erschien. Die Übertragung ins Deutsche von Rahel Strassberg kam 1962 im Ost-Berliner Deutschen Militärverlag heraus.
Der Text – Episoden aus der Schlacht um Moskau in der Zeit vom 16. Oktober bis zum 20. November 1941 – ist die Fortsetzung des Buches Die Wolokolamsker Chaussee. Bataillonskommandeur Oberleutnant Momysch-Uly verzögert todesmutig als General Panfilows letzte Reserve den Vormarsch der Deutschen gen Moskau im Deutsch-Sowjetischen Krieg.
Aus der Sicht des 21. Jahrhunderts liegt so etwas wie ein Heldenepos vor. Zwar kommen nur fünf Prozent des Bataillons in den Kämpfen mit dem Leben davon, aber den Kommandeur und seine dreiundzwanzig Überlebenden stellt Alexander Bek als die Sieger dar.

## Inhalt
Als Bataillonskommandeur darf Oberleutnant Momysch-Uly jederzeit im Divisionsstab bei General Panfilow unangemeldet vorsprechen. Diesmal ist Generalleutnant Swjagin zugegen. Dieser „schwerfällige, herrschsüchtige“ Stellvertreter des Oberkommandierenden der Armee missbilligt solche von Panfilow eingeführte Ordnung. Ein Bataillonskommandeur wendet sich nicht direkt an den Divisionskommandeur. Swjagin gefällt zudem der Anputz Momysch-Ulys nicht. Der Kommandeur eines Schützenbataillons trage niemals Säbel. Momysch-Uly erwidert, er trage diese Waffe nach Dienstvorschrift, denn er komme von der Artillerie und sei noch nicht umattestiert.
„Eine Schande, daß wir immer noch zurückgehen!“ erregt sich Swjagin. Dabei war noch im Frühjahr 1941 überall auf Plakaten zu lesen: „Werden wir angegriffen, so spielt sich der Krieg auf dem Territorium des Feindes ab.“ Generalleutnant Swjagin kehrt mit eisernem Besen. „Durchgreifen, strafen, niemals lockerlassen..., das ist unsere Pflicht, Oberleutnant“, hämmert er Momysch-Uly ein.  Einen gewissen Major Kondratjew, Kommandeur eines zusammengesetzten Regiments, herrscht er an: „Ist Ihnen der Befehl bekannt, daß es verboten ist, eine Stellung selbständig aufzugeben?“ Der Major wird entwaffnet, verhaftet und soll auf Befehl Swjagins noch am selben Tage gerichtet werden.
Jedenfalls bekommt Momysch-Uly von Panfilow einen fünf Kilometer langen Verteidigungsabschnitt an dem Flüsschen Lama zugewiesen und hat nur fünfhundert Leute. Zudem hat der Bataillonskommandeur den Gegner zu bekämpfen, falls er vorher – also auf dem Marsch zur Lama – auf ihn treffen sollte. Momysch-Uly erweist sich als unerschrockener Kommandeur, der auf seiner Stute Lyssanka einen Brennpunkt des Kampfes nach dem anderen aufsucht und dabei keinen Schaden nimmt. Auf solchen Ritten, mutterseelenallein zu den in Kilometerbreite verstreut liegenden Kompanien, wird Momysch-Uly von Zweifeln geplagt; etwa, wenn er fürchtet, er habe sich im Dunkeln verirrt. Doch der Held kommt jedes Mal ans Ziel. Dabei verliert er einen Kämpfer nach dem anderen. Momysch-Uly hält auch dann noch die Stellung, als die Deutschen sein Bataillon mit ihren Geschützen überholen, somit von Panfilows Division abgeschnitten haben und unter anderem mit Bombern gegen Moskau anrücken. Der Kommandeur erzählt: „Ich bin erbarmungslos gewesen, habe ihnen [den Untergebenen] keine Ruhe gelassen,... und habe ihnen nicht erlaubt, vor den Kugeln zu fliehen...“ Die Lage wird immer unübersichtlicher. Weil der Kommandeur den Kompaniechef Panjukow längere Zeit an der vom Gegner „aufgerissenen, zersplitterten Front“ nicht erreichen kann, hält er ihn für einen Deserteur. Dabei ist Panjukow mit einem Teil seiner Soldaten ums Leben gekommen, als er ein von Deutschen besetztes Dorf betrat.
Als das Bataillon auf 450 Mann geschrumpft ist, bekommt Momysch-Uly junge Soldaten ohne jede Kampferfahrung. Die Neulinge erlernen, wie ein Häuflein Fußvolk den motorisierten Gegner aufhalten kann – mit der „Panfilowschen Spiralfedertaktik“ So einfach funktioniert diese wunderliche Taktik aber nicht. Als die Deutschen wieder einmal mit Panzern und Infanterie vorrücken, erfragt Swjagin telefonisch die Lage. Momysch-Uly muss einräumen, gerade wird eine seiner Kompanien im Granathagel aufgerieben. Der Generalleutnant entzieht dem Bataillonskommandeur auf der Stelle das Kommando. Panfilow und Momysch-Uly gehen über den Wutanfall Swjagins hinweg, machen einfach weiter und behalten letztendlich Recht. Am Schluss des Romans ist alles vergessen. Der Generalleutnant lässt nach dem Abgekanzelten suchen, umarmt und küsst sein schwarzes Schaf vor lauter Wiedersehensfreude auf russische Art und vertraut ihm ein Regiment an. Zuvor war derselbe Momysch-Uly von Panfilow zum Kommandeur aller Kräfte der Roten Armee in  Gorjuno erhoben worden. Das ist Momysch-Ulys aktueller Verteidigungsabschnitt.
Bevor Panfilow am 18. November 1941 fällt – vor seinen Füßen schlägt eine Granate ein – wird seine Einheit noch mit dem Titel „achte Gardeschützendivision“ geehrt.

## Zitat
- Momysch-Uly, wenn er an die ihm anvertrauten Soldaten denkt, wie sie Mann für Mann fallen: „Ja, aber auch sterben muß man, wenn schon die Stunde geschlagen hat, mit Verstand, mit Vernunft.“[9]

## Form
Es treten zwei Ich-Erzähler auf. Alexander Bek redigiert Momysch-Ulys Kriegserinnerungen. Letztere tragen streckenweise dokumentarischen Charakter: Der Deutsche kämpft möglichst bei Tageslicht, ist zahlenmäßig stärker und setzt mehr Panzer ein.
Obwohl Alexander Bek kein Militär ist, verwendet er militärische Abkürzungen – zum Beispiel HKL.
Die Struktur des Romans ist durchgehend episodisch. „Setzen wir einen großen Punkt“, markiert Momysch-Uly die dadurch entstehenden Lücken im Erzählfluss und erzählt zum Beispiel aus der Sicht des Kriegsjahres 1942 – inzwischen an der Kalininer Front liegend – weiter. Manchmal kündigt der Erzähler Momysch-Uly die Quintessenz des folgenden Kapitels mit einem lapidaren Hinweis am aktuellen Kapitelende an. So kommt das Schicksal des verwundeten, alleingelassenen Dordia zur Sprache.
Der Text steckt voller Nebengeschichten. Erwähnt seien nur zwei: Erstens die der Sanitäterin Warja Sajowrashina. Momysch-Uly duldet keine „Weiber“ im Bataillon, da seine Offiziere erfahrungsgemäß deren Röcken nachrennen, anstatt sich dem anstürmenden Deutschen entgegenzuwerfen.  Warja, die immer einmal auftritt, belehrt den Kommandeur eines Besseren: Frauen, vor allem russische, sind auch im Kriege unentbehrlich. Und zweitens die Geschichte des blutjungen Leutnants Ugrjumov, der als Infanterist zwanzig gegnerische Panzer aufhält und fällt.
Momysch-Uly wundert sich und wird fast irrsinnig, wenn er grübelt, wie er nach dem Fall von Wolokolamsk überleben konnte und vermutet, er sei vom Schicksal ausersehen, über den Untergang seines Bataillons zu erzählen.
Über die immer einmal eingestreuten Reden zum Ruhme und zur Überlegenheit des Kommunismus sowie der beispiellosen Größe des hehren Sowjetmenschen et cetera muss der Leser wohl hinweglesen, wenn er Alexander Beks einzigartigen Galgenhumor erleben möchte. Einerseits wird das allgegenwärtig-alltägliche Sterben auf dem Schlachtfeld mit gebührendem Ernst behandelt – anders geht es nicht. Andererseits erscheint das Verhalten der Akteure als urkomischer kammerspielartiger russischer Staatszirkus: Zum Beispiel fällt Momysch-Uly gegen Romanende beim Absteigen vom Pferde über seinen Säbel – ausgerechnet als Swjagin zuschaut. Oder die Kammeroper, als der sonst so couragiert-tapfere Kompaniechef Leutnant Krajew mit Pferd und Wagen vor den angreifenden Deutschen panisch flieht und viel später mit einem erbeuteten Maschinengewehr zurückkehrt. Panfilow weiß, dass Momysch-Uly den verlorenen Sohn erschießen lassen wird, kommt persönlich vorbei, lässt aber den Bataillonskommandeur den Grund seines Kommens erraten. Krajew, einer der Lieblinge des Generals, darf sich im Kampf bewähren. Oder: Panfilows Division geht im Ansturm der Deutschen Mann für Mann unter und Swjagin befiehlt derweil „ein grünes Theater im Wald“ mit „Divisionsorchester“ und „Rotarmistenensemble“. Als das Bataillon wieder einmal eingekesselt ist und der Militärarzt Dr. Belenkow die Verwundeten im Stich lässt, wird der Mediziner von Momysch-Uly degradiert. Dr. Belenkow will sich nur von einem Volkskommissar herabsetzen lassen. Der Bataillonskommandeur trumpft auf, er repräsentiere in jener Überlebenssituation die Staatsmacht. Panfilow bleibt nichts verborgen. Der General macht sich im Nachhinein über die Ausrufe seines Bataillonskommandeurs lustig, als sich dieser fast zum Generalissimus erhoben hatte: ‚Ich bin die Sowjetmacht‘ und ‚Ich bin der oberste Befehlshaber‘. Oder: Die Kämpfer leiden tagelang Hunger. Als einmal ein Kolchosvorsitzender auf Drängen Momysch-Ulys die letzte Färse schlachten und davon Suppe für das Bataillon kochen lässt, vertragen die Mägen der ausgehungerten Soldaten die fettreiche Kost nicht. Momysch-Uly, der seinen Militärarzt wegen Feigheit vor dem Feind entlassen hat, lässt den zahlreichen Magenkranken einen opiumhaltigen Trank verabreichen, der ein Pferd hätte kurieren können.
Manchmal muss Panfilow zu Momysch-Uly wie der Vater zu seinem Kinde reden. Etwa so – Momysch-Uly: Ich will schlafen. Panfilow: Du darfst nicht schlafen. Momysch-Uly: Wir können nicht kämpfen, der Oktoberschlamm hat die Waffen verstopft. Panfilow: Dann reinigt die Waffen... Gern mischt sich Panfilow unter die Soldaten und bei Gelegenheit unters Volk. Einmal belauscht der parteilose Momysch-Uly ein Gespräch des Vorgesetzten mit einem alten Bauern. Der Dialog endet so: Sagt der Bauer zum General: „Mit euch Parteileuten ist schrecklich schwer zu leben.“ Und Panfilow erwidert: „Das stimmt... Wir Kommunisten sind schwierige Menschen.“

## Deutschsprachige Ausgaben
- S. 261–569 in: Alexander Bek: Die Wolokolamsker Chaussee. Aus dem Russischen übersetzt von Rahel Strassberg. Deutscher Militärverlag, Berlin 1971. 569 Seiten (verwendete Ausgabe)